# یوناس لی
یوناس لی (نروژی: Jonas Lie؛ زاده ۶ نوامبر ۱۸۳۳ درگذشته ۵ ژوئن ۱۹۰۸) یک شاعر، و خبرنگار اهل نروژ بود. 
 یوناس لی، در کنار هنریک ایبسن، بیورنستیرنه بیورنسون و الکساندر کیلند یکی از ۴ شخصیت بزرگ ادبیات نروژ محسوب می‌شود. وی در گسترش و تکمیل ژانر رمان، در کشورهای شمال اروپا اهمیت زیادی داشته‌است.